# Gingerland
Gingerland est une ville située sur la côte est de Niévès à Saint-Christophe-et-Niévès. C'est la capitale administrative de la paroisse Saint-George Gingerland.

## Curiosités historiques
- Le Village historique névicien de Gingerland permet de déambuler au sein d'une reconstitution d'habitats traditionnels névicien.
- Le Domaine de Golden Rock, autrefois une plantation de canne à sucre et aujourd'hui un hôtel de luxe.
- L'église méthodiste, inaugurée en 1801 puis reconstruite dans les années 1930.